# Daria Doncowa
Darja Doncowa (wł. Agryppina Arkadiewna Doncowa, ros. Агриппина Арка́дьевна Донцо́ва), ur. 7 czerwca 1952) – rosyjska pisarka i scenarzystka, tworząca głównie powieści kryminalne o zabarwieniu humorystycznym, laureatka szeregu nagród literackich.

## Dzieciństwo
Urodziła się 7 czerwca 1952 roku w Moskwie w rodzinie reżysera Moskoncerta Tamary Nowackiej i  radzieckiego pisarza Arkadija Wasiliewa. Ojciec Darii pochodził z rodziny robotniczej. Matka była pochodzenia polsko-kozackiego. Dziadek Agryppiny ze strony matki, Stefan Nowacki, polski komunista, wraz ze swoim bratem Jackiem był jednym ze współtowarzyszy Feliksa Dzierżyńskiego. W 1937 roku został aresztowany w związku ze Sprawą Tuchaczewskiego i umarł w obozie. Został pośmiertnie zrehabilitowany.
Rodzice starali się rozbudzić w Agryppinie zainteresowanie muzyka i literaturą. Po przesłuchaniu w szkole muzycznej dyrektorka oświadczyła rodzicom Agryppiny, że pierwszy raz styka się przypadkiem, kiedy niedźwiedź nadepnął nie na ucho, a rozsiadł się na całej głowie i siedzi tam do tej pory.
Przyszła pisarka wykazywała zainteresowanie przedmiotami humanistycznymi, łatwo uczyła się języków obcych. Jeszcze zanim rozpoczęła edukację w szkole, władała nieźle niemieckim i francuskim ponieważ jej dwie guwernantki - Francuzka i Niemka - słabo znały język rosyjski i rozmawiały z Agryppiną w swoich ojczystych językach. Udoskonaliła znajomość niemieckiego, kiedy w roku 1964 pojechała wraz z ojcem do Niemiec i przywiozła stamtąd wiele kryminalnych powieści takich autorów, jak
Dick Francis, Rex Stout, Georgette Heyer i James Hadley Chase.
Agryppina przyjaźniła się blisko z wnuczką Walentina Katajewa Tiną i lączyły ją przyjacielskie stosunki z Korniejem Czukowskim

## Kariera zawodowa
Ukończyła studia na wydziale dziennikarskim uniwersytetu Łomonosowa w Moskwie. Pracowała jako dziennikarka, była lektorką niemieckiego i francuskiego. Od roku 1995 pisze „humorystyczne kryminały”, które w Rosji zdobyły sobie ogromną popularność. Tylko w 2013 roku wydano w Rosji 2,8 mln egzemplarzy. Wiele jej powieści zostało przełożonych na obce języki, m.in. na niemiecki i polski. Książki zaczęła pisać podczas choroby nowotworowej. O swojej twórczości pisarka mówi:

Piszę to, co nazywa się bajkami dla dorosłych. Nie irytują, nie przygnębiaja i zawsze dobrze się kończą. Jest rzeczą zupełnie naturalną, że moje kryminały nie mogą podobać się wszystkim,  ludzie mają różne gusta i dlatego kryminały powinny tym gustom odpowiadać. 

## Życie prywatne

### Rodzina
Daria jest dwukrotną rozwódką, po raz trzeci wyszła za mąż w 1983 roku za Aleksandra Doncowa, który ma syna z poprzedniego małżeństwa. Dzieci Darii to urodzony w 1973 roku syn z pierwszego małżeństwa Arkadij i urodzona w roku 1986 córka Maria.
Pisarka mieszka w Moskwie, z mężem, dziećmi i ulubionymi psami. Bardzo kocha swoje psy i na cześć tego zbudowała Pug House.

### Choroba nowotworowa
W 1998 roku u pisarki zdiagnozowano zaawansowane stadium raka piersi i lekarze ocenili, że Darii pozostało kilka miesięcy życia. Pokonała jednak chorobę
.

## Działalność społeczna
Po przebytej chorobie pisarka zaczęła aktywnie pomagać chorym kobietom walczyć z rakiem. W roku 2008 została uczestniczką Dobroczynnego programu firmy Avon "Razem przeciw rakowi piersi".

## Wybrane powieści
- Nieściśle tajne (Świat Książki, 2004)
- Zjawa w adidasach (Świat Książki, 2004)
- Żona mojego męża (Świat Książki, 2004)
- Kłamstwo na kłamstwie (Świat Książki, 2004)
- Zupa ze złotej rybki (Świat Książki, 2004)
- Śpij, kochanie (Świat Książki, 2005)
- Manikiur dla nieboszczyka (Videograf II, 2009)[8]
- Poker z rekinem (Videograf II, 2009)
- Przesyłka dla Kameleona (Videograf II, 2010)
- Słodki padalec (Videograf II, 2011)

## Nagrody i wyróżnienia
- Laureatka nagrody Pisarz roku w latach 2001, 2002, 2003
- Laureatka nagrody Bestseler roku (nagroda gazety „Книжное обозрение) w 2002, 2003
- Laureatka premii księgarni Biblio-Globus (Библио-Глобус) w nominacjach Autor roku i Imię roku w 2002 roku.
- Laureatka dorocznego konkursu Książka roku w 2003 roku
- Nominowana do nagrody Bestseler roku w 2003.
- 5 marca 2003 odsłonięto gwiazdę Darii Doncowej na Literackim Placu Gwiazd w Moskwie
- 24 czerwca 2005 Darii Doncowej wręczono order Piotra Wielkiego pierwszego stopnia z wstęgą za wielki wkład i wybitne zasługi w dziedzinie literatury.
- W latach 2006, 2007, 2008, 2009 2010 według sondaży Rosyjskiego Centrum Badań Opinii Publicznej Doncowa została uznana pisarzem roku.